# Andrea Chiesa
Andrea Chiesa (n. 6 mai 1964, Milano, Italia), este un fost pilot de curse din Elveția. Andrea a participat la 10 curse de Formula 1 în sezonul 1992 pentru echipa italiană Fondmetal.

## Cariera în Formula 1
| Sezon | Echipă    | Puncte | Loc clasament general |
| ----- | --------- | ------ | --------------------- |
| 1992  | Fondmetal | 0      | -                     |